# Eric Esrailian
Eric Esrailian est un médecin américain de l'université de Californie à Los Angeles, par ailleurs producteur de films.

## Réalisations et engagements divers
- Il a été membre du conseil médical de Californie (en) en 2010-2011.

- Il a co-produit le film La Promesse[2], nommé au Grammy Awards 2018[3].

- Il est l'un des membres du conseil d'administration de la Fondation X Prize ainsi que de l'AGBU.

- Il est particulièrement actif dans le soutien à l'Artsakh, notamment vis-à-vis du blocus de 2022-2023, signant par exemple une tribune avec Cher dans Newsweek en 2023, à ce propos[4].